# WHPVA

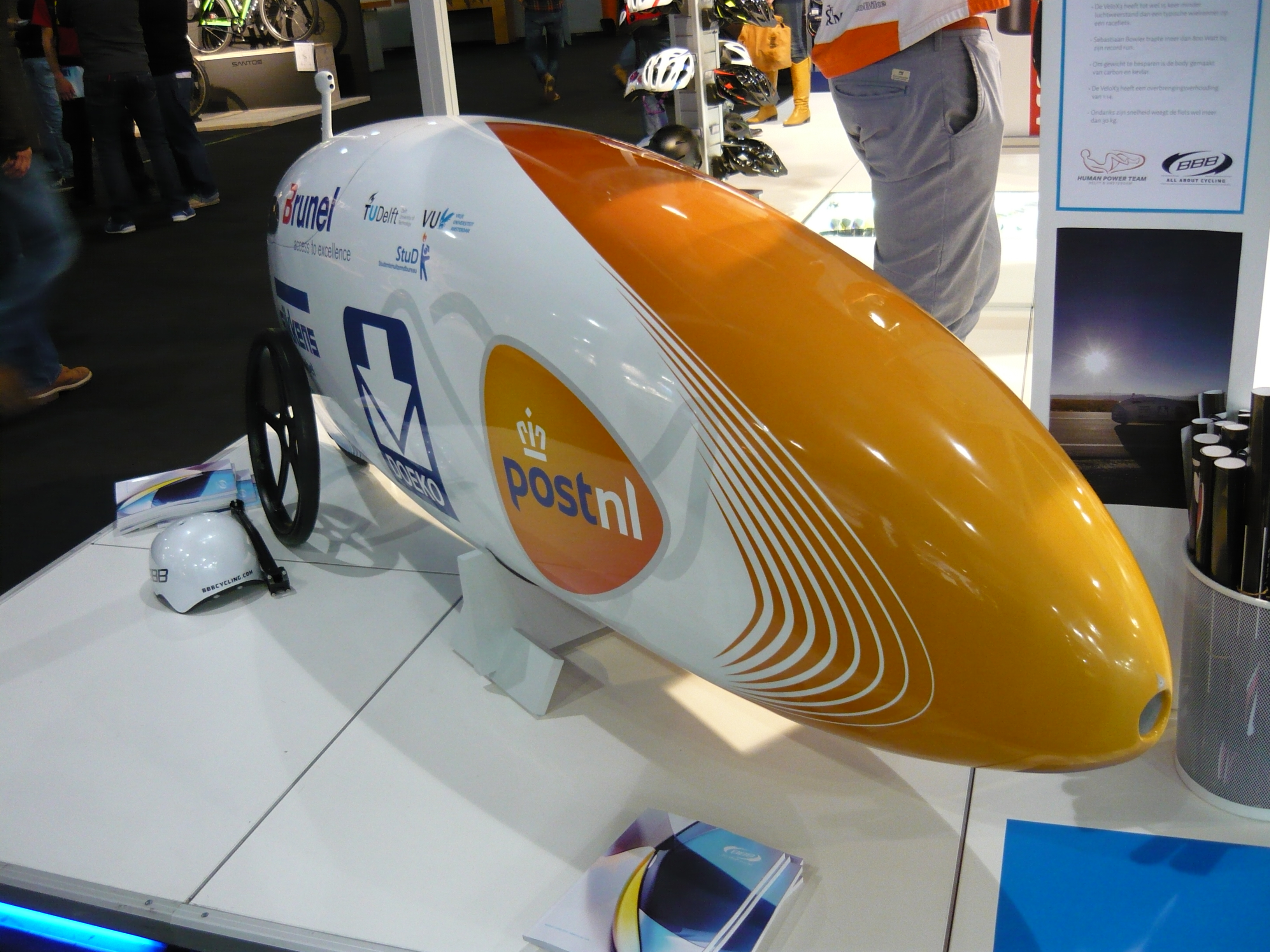
VeloX3 en el que Sebastiaan Bowier rompió el récord de la IHPVA con una velocidad de 133,78 km/h hora el 15 de septiembre de 2013,

La  World Human Powered Vehicles Association, conocida bajo sus siglas en inglés WHPVA (traducción al español: Asociación Mundial de Vehículos de Propulsión Humana) es una federación internacional de asociaciones que promueven el desarrollo de vehículos de tracción humana y organiza eventos deportivos. Si bien la mayor parte de su labor se relaciona con el desarrollo de la bicicleta (particularmente la reclinada, por ser la más veloz), también promueve la investigación en embarcaciones y aviones o dirigibles de propulsión humana. Hasta el año 2008, su nombre oficial era International Human Powered Vehicles Association o IHPVA.

## Historia
El origen de la organización se remonta al año 1976, cuando fue fundada la International Human Powered Vehicles Association (IHPVA) por ciclistas estadounidenses disconformes con las estrictas reglas de la UCI que solamente permiten la participación de bicicletas tradicionales en las competencias oficiales. Al principio se centró en la obtención de nuevos récords mundiales, destacándose el récord de velocidad, medido en el esprint de 200 metros, y el récord de la hora, pero a partir de la creciente popularidad de estos vehículos sus actividades se fueron diversificando. En 1995, se organizó la primera Copa Mundial de Vehículos de Tracción Humana.
En sus primeras dos décadas de existencia la IHPVA era una asociación que funcionaba bajo las leyes de Estados Unidas y aceptaba socios individuales. En 1997 fue reorganizada: Bajo las siglas IHPVA empezó a funcionar como organización internacional, con las federaciones nacionales como miembros. En cambio, la asociación estadounidense adoptó el nombre HPVA.
En el año 2004, conflictos entre la HPVA y la dirigencia de la IHPVA llevaron a una división. A partir de 2008, la HPVA comenzó a usar el nombre IHPVA, aceptando nuevamente socios internacionales, tanto personas individuales como clubes. En consecuencia, la IHPVA original en 2009 adoptó el nombre actual World Human Powered Vehicles Association. Ambas confederaciones siguen en conflicto: mantienen su propia lista de récords mundiales y organizan sus propios eventos internationales. Mientras que la WHPVA organiza las Copas Mundiales, la IHPVA organiza un evento llamado World Human Powered Speed Challenge.

## Miembros locales de la WHPVA
Las siguientes asociaciones locales son miembros de la WHPVA:
- HPV Deutschland (Alemania)
- OzHPV (Australia)
- HPV Klub (Dinamarca)
- HPV Belgium (Bélgica)
- HPV Finland (Finlandia)
- France-HPV (Francia)
- AVC (Francia)
- Propulsione Umana - HPV Italia (Italia)
- NVHPV (Países Bajos)
- BHPC (Reino Unido)
- Future Bike (Suiza)
- HPV-Sverige (Suecia)
- HPV Ucrania (Ucrania)

## Copas Mundiales
Anualmente, una asociación local con membresía en la WHPVA organiza la copa mundial. Esta se compone de diferentes carreras entre distintos tipos de vehículos de tracción humana. 

### Terrestre
En la categoría de vehículos terrestres, la cual agrupa principalmente a bicicletas y triciclos, las carreras más populares en las copas mundiales son el esprint de 200 metros y el circuito en ruta. Los participantes compiten en categorías de acuerdo a su sexo, edad y al tipo de bicicleta (recubierta, semi-recubierta o no recubierta).
| Año                 | Lugar                          | País         |
| ------------------- | ------------------------------ | ------------ |
| 1995                | Lelystad                       | Países Bajos |
| 1999                | Interlaken                     | Suiza        |
| 2001                | Brighton                       | Reino Unido  |
| 2002                | Brantford                      | Canadá       |
| 2003                | Friedrichshafen                | Alemania     |
| 2004                | Lelystad                       | Países Bajos |
| 2005                | varios                         | Dinamarca    |
| 2006                | Allegre                        | Francia      |
| 2007                | varios                         | Bélgica      |
| 2008                | Bentwaters Park                | Reino Unido  |
| 2009                | Tilburg                        | Países Bajos |
| 2010                | Jersey                         | Reino Unido  |
| 2011                | Monza                          | Italia       |
| 2012                | Fowlmead Country Park, Sholden | Reino Unido  |
| 2013                | Leer                           | Alemania     |
| 2014                | Saône (Doubs)                  | Francia      |
| 2015                | Maasmechelen                   | Bélgica      |
| 2016                | Ámsterdam                      | Países Bajos |
| Fuente: HPV Germany |                                |              |

### Vehículos acuáticos
| Año                 | Lugar      | País     |
| ------------------- | ---------- | -------- |
| 1999                | Interlaken | Suiza    |
| 2004                | Wörthersee | Austria  |
| 2007                | Rostock    | Alemania |
| 2013                | Leer       | Alemania |
| Fuente: HPV Germany |            |          |

### Otros eventos
| Año                 | Lugar     | País           | Tipo de vehículos     |
| ------------------- | --------- | -------------- | --------------------- |
| 1999                | Lindstrom | Estados Unidos | Vehículos sobre hielo |
| Fuente: HPV Germany |           |                |                       |

## Récords oficiales
La WHPVA mantiene un listado oficial de récords mundiales en cuatro categorías principales de vehículos: terrestres, acuáticos, submarinos y aéreos, y elabora y mantiene el reglamento bajo el cual son reconocidos estos récords. A diferencia de la UCI, permite todo tipo de modificaciones en los vehículos incluyendo un cuadro recubierto aerodinámico. Por tales razones, los récords mundiales medidos por esta asociación superan ampliamente a los medidos por la UCI. Por ejemplo, el récord de la hora según la WHPVA es de 91,55 km/h, mientras que según la UCI es solamente de 51,852 km/h.